# دهستان گل‌گل
گل‌گل، دهستانی است از توابع بخش مرکزی شهرستان کوهدشت در استان لرستان ایران.

## جمعیت
براساس سرشماری سال ۱۳۸۵ جمعیت آن ۱۲۱۵۰ نفر (۲٬۴۵۵ خانوار) بوده‌است.
این دهستان را اغلب طایفهٔ های مختلف تشکیل می‌دهد و بزرگترین روستای این دهستان روستای سپیده گل گل می‌باشد که از نظر موقعیت جغرافیای در ۱۸ کیلومتری شهر کوهدشت قرار دارد